# Cantarel·lals
Els cantarel·lals (Cantharellales) són un ordre de fongs basidiomicots de la classe dels agaricomicets (Agaricomycetes). Les espècies d'aquest ordre són ectomicorríziques, sapròfites, associades amb orquídies o patògens facultatius de les plantes. Hi ha bolets comestibles en els gèneres Cantharellus, Craterellus i Hydnum, i patògens en els gèneres Ceratobasidium i Rhizoctonia. Els russinyols son els membres més coneguts d'aquest ordre. També són força corrents els peus de rata.

## Taxonomia
L'ordre dels cantarel·lals inclou unes 400 espècies repartides en 5 famílies:
- Família Aphelariaceae (22 espècies)
- Família Botryobasidiaceae (105 espècies)
- Família Ceratobasidiaceae (78 especies)
- Família Hydnaceae (=Cantharellaceae, = Clavulinaceae) (120 especies)
- Família Tulasnellaceae (82 espècies)

## Galeria

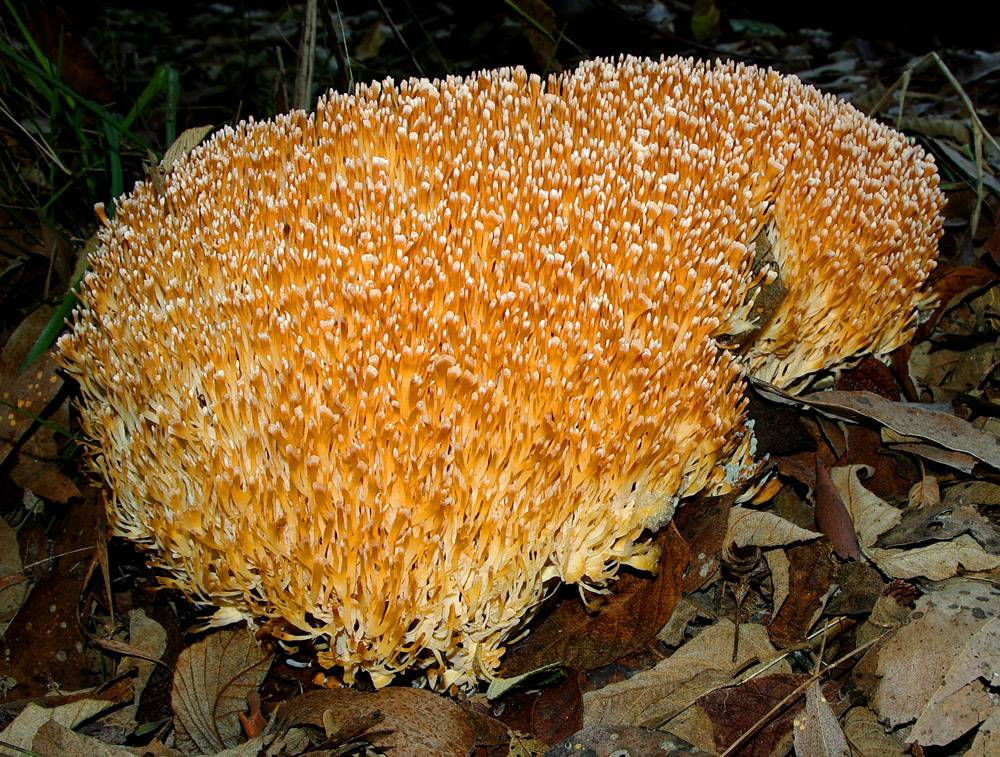
Aphelaria cf. complanata (Aphelariaceae)
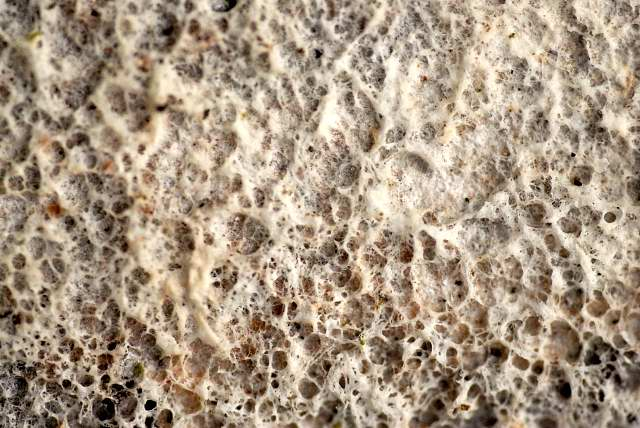
Botryobasidium vagum (Botryobasidiaceae)
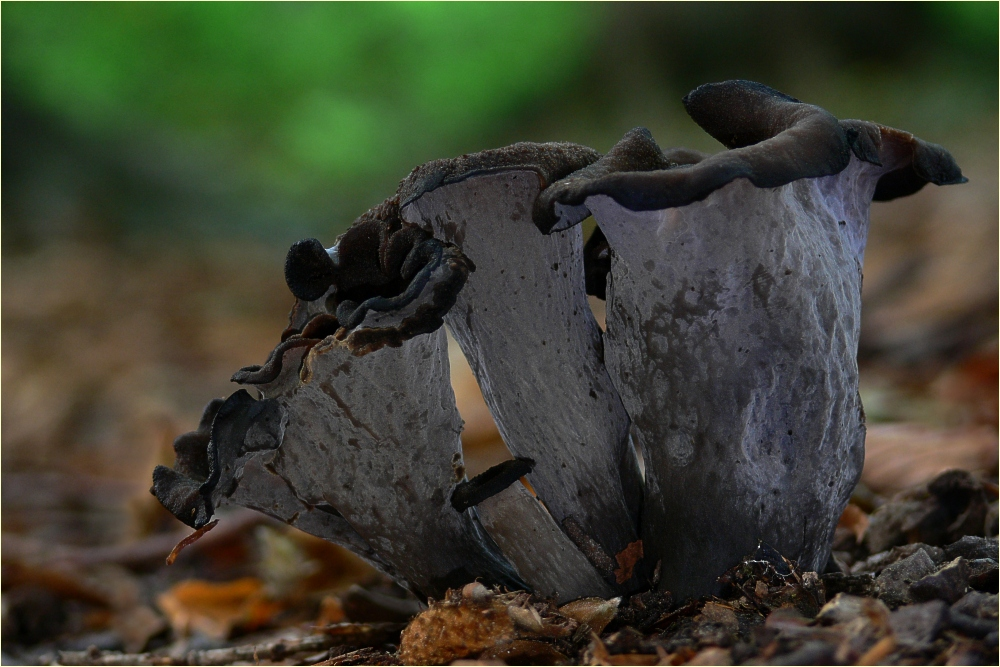
Craterellus cornucopioides (Hydnaceae)
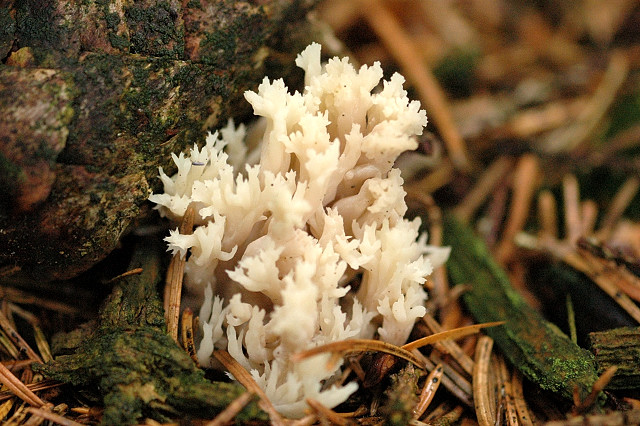
Clavulina coralloides (Hydnaceae )
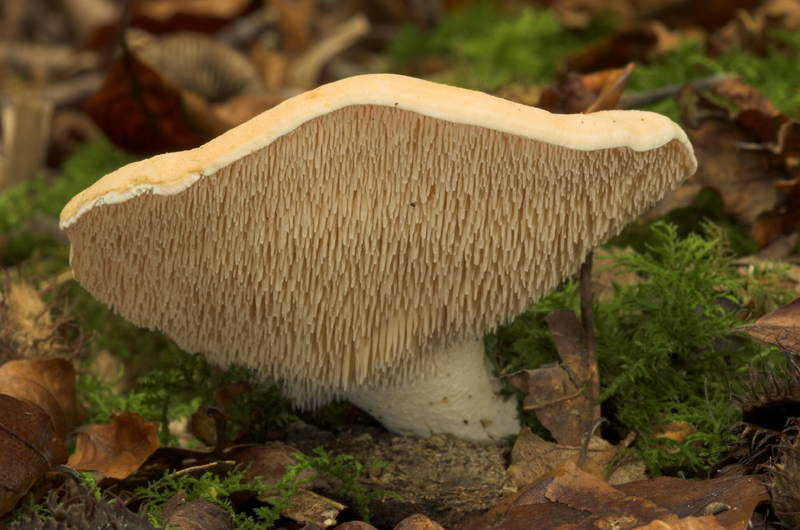
Hydnum repandum (Hydnaceae)
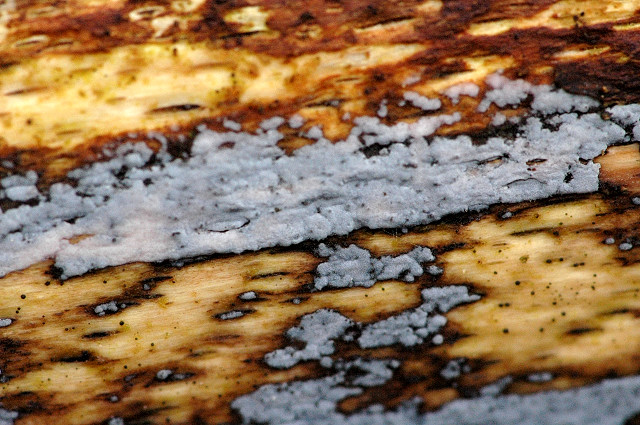
Tulasnella violea (Tulasnellaceae)